# مهر پلاستیکی
مهر پلاستیکی (انگلیسی: Rubber stamp) استعاره‌ای سیاسی است که به شخص یا مؤسسه‌ای با قدرت قانونی قابل‌توجه اما قدرت عملی کمی اشاره می‌کند که به ندرت یا هرگز با سازمان‌های قدرتمندتر مخالفت می‌کنند به بیان دیگر مهر پلاستیکی به فرد یا سازمانی گفته می‌شود که بدون هیچ گونه انتقاد یا تأملی، از تصمیم‌ها یا دستورهای دیگران پیروی می‌کند. این افراد و سازمان‌ها معمولاً فاقد افکار یا باورهای مستقل خود هستند و فقط به دنبال رضایت اربابان خود هستند. ادوارد اس. الیس، مورخ، از واژه پارلمان اسباب‌بازی برای توصیف مجلس قانونگذاری با تمبر لاستیکی استفاده کرد.